# Ernst Stöckl (Manager)
Ernst Georg Stöckl (* 9. April 1944 in Sulzburg) ist ein deutscher Manager.

## Werdegang
Nach einem 1970 erfolgreich abgeschlossenen Studium der Betriebswirtschaftslehre war Stöckl in den Jahren 1971 bis 1974 zunächst im südafrikanischen Pretoria als Vorstandsassistent der Daimler-Benz-Tochter UCDD tätig. Von 1974 bis 1977 wählte er seinen nächsten beruflichen Wirkungskreis bei der Münchener Elektrolyse-Poligrat-Gesellschaft als Beauftragter für Beteiligungsverwaltung. Dann war er Referent für Beteiligungsverwaltung in der Zentrale von Daimler-Benz. 
1980 erfolgte dann seine Rückkehr nach Südafrika, wo er seither eine Position im Management Board der UCDD innehatte. 1986 übernahm er bei Mercedes-Benz España die Funktion eines Consejero Delegado und des Presidente del Comité de Dirección. Ab 1988 war er mit verantwortlich für die Sanierung der Daimler-Tochter Freightliner Corp. und deren Tochtergesellschaft Mercedes-Benz Truck Comp.
Von 1991 bis zur Auflösung der AEG im Jahre 1996 war er als Nachfolger Heinz Dürrs deren Vorstandsvorsitzender. Ferner war er von 1991 bis zum 20. September 1996 Mitglied des Vorstands der Daimler-Benz AG.